# Futurología Arlt
Futurología Arlt é o trigésimo-segundo álbum oficial - o vigésimo-oitavo de estúdio - do roqueiro argentino Fito Páez. O projeto é a segunda parte de uma trilogia de álbuns que se iniciou com Los Años Salvajes e se encerra com The Golden Light.
Lançado em 7 de março de 2022, o álbum musical "Futurología Arlt", que conta com o apoio musical da Orquestra Sinfônica Nacional Checa, é uma interpretação musical do romance "Los siete locos", publicado pelo autor argentino Roberto Arlt em 1929. A ideia de musicar esse clássico da literatura argentina nasceu em 1995, quando o diretor de balé argentino Julio Bocca propôs a Páez fazer um musical que cruzava gêneros e o roqueiro teve a ideia de colocar Arlt como eixo central do projeto.
À exceção da primeira música, o álbum duplo é inteiramente instrumental, e traz canções que se inserem em diversos gêneros musicais, como folclore, tango, rock, jazz, e eletrônico.

## Faixas
- Todas as faixas compostas por Fito Paez / Letra e música de “Amor es dinero/Remo Erdosain” por Fito Paez

| CD1 |                                                         |                |         |  |
| N.º | Título                                                  | Compositor(es) | Duração |  |
| 1.  | "Amor Es Dinero / Remo Erdosain"                        |                | 1:35    |  |
| 2.  | "Buenos Aires 20/30"                                    |                | 4:41    |  |
| 3.  | "Tema de Amor de Elsa y Remo"                           |                | 3:23    |  |
| 4.  | "El Plan del Astrológo de Temperley"                    |                | 1:51    |  |
| 5.  | "Haffner, el Rufián Melancólico"                        |                | 2:41    |  |
| 6.  | "Política y Locura"                                     |                | 1:36    |  |
| 7.  | "Elsa y el Capitán / Sexo y Traición"                   |                | 3:42    |  |
| 8.  | "La Cachetada de Barsut"                                |                | 3:40    |  |
| 9.  | "Amor y Redención / Nostalgia Argentina"                |                | 5:15    |  |
| 10. | "Obsesión"                                              |                | 2:02    |  |
| 11. | "El Tren, el Abrazo de la Niña, el Revólver y el Árbol" |                | 5:26    |  |

| CD2 |                                          |                |         |  |
| N.º | Título                                   | Compositor(es) | Duração |  |
| 1.  | "La Caja Negra"                          |                | 1:38    |  |
| 2.  | "La Logia"                               |                | 3:17    |  |
| 3.  | "La Rosa de Cobre"                       |                | 2:58    |  |
| 4.  | "Hipólita Baila en La Caverna"           |                | 2:42    |  |
| 5.  | "La Revelación"                          |                | 5:44    |  |
| 6.  | "La Farsa"                               |                | 5:51    |  |
| 7.  | "El Amante Asesino"                      |                | 4:36    |  |
| 8.  | "La Reina, la Sirvienta y la Prostituta" |                | 3:52    |  |
| 9.  | "El Ángel de la Avenida de Mayo"         |                | 1:46    |  |
| 10. | "La Toma del Mundo"                      |                | 5:21    |  |
| 11. | "El Guiño"                               |                | 1:27    |  |

## Créditos Musicais
Fonte:
- Orquestação: Fito Paez e Ezequiel Silberstein
- Piano, Teclados e Voz: Fito Paez
- Voz: Paula Kohan
- Baixo: Guillermo Vadalá
- Guitarra, teclados e programación: Diego Olivero
- Baterias: David Chiverton
- Bandoneón: Ramiro Boero
- Guitarras españolas: Mirta Álvarez y Patricio Crom
- Shakuhachi: Patricio Crom
- Piano: Iván Rutkauskas
- Orquestra Sinfônica Nacional Checa

### Ficha Técnica
- Produção: Fito Paez, Diego Olivero y Gustavo Borner
- Partitura completa (transcrição e direção): Ezequiel Silberstein

## Prêmios e Indicações
| Ano  | Prêmio                           | Categoria     | Resultado | Ref.  |
| ---- | -------------------------------- | ------------- | --------- | ----- |
| 2023 | Premios Rolling Stone en Español | Álbum del año | Indicado  | [ 8 ] |

### Honrarias
- O álbum foi listado pela revista Rolling Stone Argentina como um dos "22 grandes discos en espanhol do ano de 2022".[9]